# Бабошин, Виктор Николаевич
Виктор Николаевич Бабошин (2 декабря 1924 — 2 августа 1982) — гвардии красноармеец Рабоче-крестьянской Красной Армии, участник Великой Отечественной войны, Герой Советского Союза (1944).

## Биография
Родился 2 декабря 1924 года в городе Иман Приморской губернии в рабочей семье.
После окончания средней школы работал на заводе в Новосибирске.
В 1942 году призван на службу в Рабоче-крестьянскую Красную Армию. С августа 1943 года — на фронтах Великой Отечественной войны, был стрелком 218-го гвардейского стрелкового полка 77-й стрелковой дивизии 61-й армии Центрального фронта. Отличился во время битвы за Днепр.
В ночь с 26 на 27 сентября 1943 года, несмотря на вражеский огонь, в составе роты Бабошин переправился через Днепр в районе села Неданчичи Репкинского района Черниговской области. Принимал участие в отражении немецких контратак, удерживая захваченный плацдарм.
Указом Президиума Верховного Совета СССР «О присвоении звания Героя Советского Союза генералам, офицерскому, сержантскому и рядовому составу Красной Армии» от 15 января 1944 года за «образцовое выполнение боевых заданий командования по форсированию реки Днепр и проявленные при этом мужество и героизм» гвардии красноармеец Виктор Бабошин был удостоен высокого звания Героя Советского Союза с вручением ордена Ленина и медали «Золотая Звезда».
После окончания войны Бабошин был демобилизован. Проживал в Сухуми, где работал слесарем. В 1961 году вступил в КПСС.
Умер 2 августа 1982 года. Похоронен в Сухуме на Маякском кладбище.
Был также награждён рядом медалей.